# エンジニール〜鉄道に挑んだ男たち〜
『エンジニール〜鉄道に挑んだ男たち〜』（エンジニール てつどうにいどんだおとこたち）は、池田邦彦による日本の漫画。『コミック乱ツインズ』（リイド社）にて、2017年2月号から2018年5月号まで連載された。時代劇漫画雑誌として創刊された同誌としては初めての、近代を背景とした漫画である。毎回、本篇とは別に「明治の鉄道トピックス」コーナーがある。
池田邦彦の鉄道漫画は昭和時代を時代背景にしたものが多いが、掲載誌が時代物であることから本作は明治時代を背景にしている。特に、鉄道技師・島安次郎と彼を取り巻く周囲の人物・時代を舞台の中心としている。また、その時代の著名人もよく登場している。

## 登場人物

### 主要人物
島安次郎（しま やすじろう）
主人公。国有化される前の関西鉄道に勤務していたが、後藤新平の助言を受けて、官設鉄道に転職する。機関士の雨宮を官設鉄道に誘う。
雨宮哲人（あまみや てつんど）
関西鉄道の機関士で、架空の人物。発進時の制御が難しい早風クラスをほぼ無衝撃で発進させるほどの高い技量を持つ。島の官設鉄道への誘いを当初は断ったが、関西鉄道国有化以後も官設鉄道に残る。
森彦三（もり ひこぞう）
国鉄・新橋工場長。最初は島に反発していたが、雨宮とのコンビで機関車設計にかかわることで、仙波に対する失望もあり、島を見直した。
島秀雄（しま ひでお）
島の長男。島のドイツ在任中、雨宮と森との出会いから鉄道車両の研究に興味を持つようになり、島の鉄道に対する情熱ぶりを見たこともあり、鉄道に携わる道に進むことにした。

### その他
元ランプ番（もとランプばん）
初回時、島が最初、雨宮の機関車を同乗した際、担当していたランプ番の若者。彼の不手際で発車後も屋根に残ったが、雨宮は後れを取り戻る為にそのまま加速したので、彼は怪我をした。島は雨宮に憤慨するが、逆に「石油ランプを廃止して他のランプにすべきである」と提案され、ガス灯に切り替えた。
機関士である雨宮を尊敬していて、事故の際も雨宮の事を怒ってなくむしろ「停車しないで、速度を維持して欲しい」と心の中で思った。その後、雨宮の「弟子」となり、機関士になる。
後藤新平（ごとう しんぺい）
明治30年代、台湾総督府民生長官であった彼はインフラ、とりわけ鉄道部門で島をスカウトしようとするが、断られる。台湾行を断った島に対して、「君の才質は国に尽す為にある」と助言する。
山村一家（やまむらいっか）
島の要請で、「機関車輸送力の問題」を見定めるために碓氷峠へ視察に出掛けた雨宮が出会った親子。
山村機関長は14年前、就職活動中で一家で碓氷峠通過時に起きた事故で妻・鷹子（たかこ）を失っている。国鉄に就職してからは「碓氷峠の安全運転」に心血を注いだ。それゆえ、「罐焚き」としてのプライドが強く電化には当初、反発していた。電化を提案しようとする雨宮と康太郎に抗うがごとく、彼等を同乗させず他の鉄道員と組んで乗務するが事故が起きてしまい、窮地を予感した雨宮と康太郎に助けられるが、これにより電化が決まった。
息子・康太郎（こうたろう）は父の後を継いで機関助士となるが、父とは方針が異なり衝突する事が多い。視察に来た雨宮に最初、反発していたが、雨宮が視察する目的「機関車の電化をするかの問題」を知り、雨宮に接近して島の計画に賛同する。電化が決まり、腐り気味の父に「電化しても仕事の尊さ、鉄道としての誇りは変わらない」となだめる。
徳川慶喜（とくがわ よしのぶ）
島と雨宮に「日本の鉄道」が遅れていることを憂いていた。彼の言葉がきっかけで島親子三代（安次郎・秀雄・隆）にわたり、「新幹線」構想を手掛ける。
アイヌ人姉弟
官設鉄道職員となった島と雨宮は北海道の鉄道に関わるが、先住民族であるアイヌの姉は「侵略民族」日本の鉄道に反感を持ち、仲間とともに列車強盗をはたらいていた。だが、島と雨宮が姉たちを庇い、日本の鉄道にそれほど反感を持っていない弟とともになだめられ、姉は態度を軟化した。
雨宮は彼等との出会いで北海道の内情を知り、島に「北海道を高速列車の試験場にするのは考えものである」と計画凍結を提案した。
黒沼
島と雨宮が北海道へ視察した際にであった主任機関士。「黒沼式発車法」を編み出していて、取り巻きと共にいばっていてよそ者である雨宮たちやアイヌ人を蔑視している性悪な人物。北海道の蒸気機関車をうまく操縦する雨宮に嫉妬して、部下に命令して機関車から蹴落とさせた（その後、雨宮は緩急車に避難、強盗に襲われるも救護されてことなきを得た）。
さすがに雨宮を襲ったのはやり過ぎだと反省するも逆に雨宮に運転を頼み、自らは強盗を射殺しようとする。だが、雨宮と島の機転でその計画は破られる。強盗たちを庇う島に彼は反発するも、その場を引き上げる。
仙石貢（せんごく みつぐ）
日本の鉄道、とりわけ国鉄の高速化を憂うばかりに標準軌化支持者であり、仕事熱心で「変わり者」と思われるほどの行動をとることもあるため、島は尊敬していた。
だが、島は仙石が九州鉄道（初代、JR九州の前身）勤務の時代、ブリル客車（或る列車と呼ばれる）を国営化直前に独断で発注させたことや、その披露目のために雨宮を機関士に委嘱したことなどをしたことに反感を持っていて、ブリル客車の披露目をめぐって衝突。
披露目にはヨーロッパ渡航経験者が招待されたが、スピードを出したところ大揺れするハプニングに出くわす。それは仙石・島は承知の上であり、そのうえで「標準軌化」の必要性を力説した。
仙波権十郎（せんば ごんじゅうろう）
島がドイツへ赴任するため、後任となった工作課長。島とはそりが合わず、わざと島が出港した後に雨宮や森の前に現れた。
森は最初、有能な後継者だと思っていたが、彼がリベートを受け取っていたことがわかり失望した。その後、雨宮がかかわるボヤ騒ぎがきっかけで島の提案を受け入れる。
清水（しみず）
鉄道好きが高じて、機関車を扱う商社「清水商会」に就職。彼は雨宮の勧めで島のいるドイツへ出向しようとした。
ケーヒニ
島がドイツ・ボルジッヒ社勤務時代に同僚だった鉄道技師。第一次世界大戦でアメリカの捕虜となり、日本の収容所へ鉄道護送されるときに島と再会する。島と彼を乗せた機関車は雪で立ち往生するが、島の奇策に同意して監督者である書記官フィールディングに反発されるもそれを断行して動かすことができた。

## 書誌情報
- 池田邦彦 『エンジニール〜鉄道に挑んだ男たち〜』 リイド社〈SPコミックス〉、既刊2巻（2017年10月13日現在）
  1. 2017年10月13日発売 ISBN 978-4-8458-5159-1
  2. 2018年5月25日発売 ISBN 978-4-8458-5160-7